# Ocean finance
Ocean Finance est une entreprise de prêts, de cartes de crédit et d'hypothèques.

## Histoire
L'entreprise est créée en 1991 dans le Staffordshire, au Royaume-Uni. Elle devient célèbre à la fin des années 1990 et au début des années 2000 pour sa publicité, notamment en parrainant sa propre chaîne sur Sky TV et sa publicité est largement parodiée. L'entreprise prospère grâce à la hausse des prix de l'immobilier et au boom du crédit. En 2002, la société est un acteur de premier plan sur le marché des prêts garantis au Royaume-Uni, évalué à plus de 14 milliards de livres sterling.
L'entreprise est achetée par la compagnie d'assurance américaine American International Group (AIG) en 2006 pour plus de 200 millions de livres sterling. Paul Newey démissionne de son poste de directeur général en 2009.
Ocean Finance est le sponsor du maillot du Tamworth Football Club de 2004 à 2009. En 2008, elle lance la première chaîne de télévision du Royaume-Uni destinée à la promotion des prêts et des hypothèques.
Comme de nombreuses autres entreprises de prêts hypothécaires, elle connaît des difficultés après la crise financière mondiale de 2007-2008. La marque Ocean Finance est acquise par Think Money Group en 2012. En 2014, la société lance la carte de crédit Ocean en collaboration avec Capital One.
En 2013, l'entreprise est condamnée en France pour fraude à la fraude à la TVA.

## Traduction
- (en) Cet article est partiellement ou en totalité issu de l’article de Wikipédia en anglais intitulé « Ocean Finance » (voir la liste des auteurs).

1. ↑  (en) Jacquie Bowser, « Ocean Finance launches dedicated TV channel », sur Campaign, 2008 (consulté le 28 février 2022)
2. ↑  Erwan Loquet, La Fraude à la TVA, Éditions Larcier, 2017, 360 p. (ISBN 9782879981161, lire en ligne)